# Криптид
Криптиди (от гръцкото „κρύπτω“ „скривам“) означава митични същества – растения или животни, които се предполага, че съществуват, но за чието съществуване липсват научно издържани доказателства или които се смятат за окончателно изчезнали, но за които очевидци твърдят, че са ги видели. Примери за криптиди са Йети, Неси и др.
Думата криптиди е употребена за първи път от Джон Уол (John E. Wall) през 1983 г. в писмо до бюлетина на Международното общество на криптозоолозите (изследователи на животните криптиди). Изследователите на криптидите растения се наричат криптоботаници. Повечето криптозоолози избягват да причисляват Митологичните същества като драконите и еднорозите към криптидите.